# Némethy Ernő (jogász)
Némethy Ernő (Balatonfüred, Zala vármegye 1841. január 31. – Balatonfüred, 1883. augusztus 3.) jogi doktor, királyi ügyész.

## Családja és származása
Apja nemes Némethy Pál (1813–1889) balatonfüredi gyógyszerész és győri városi képviselő, anyja Schücktanz Anna (1815–1887). Az anyai nagyszülei Schücktanz József, keszthelyi lakos és Petzelman Katalin voltak.

## Élete
Tanult Győrött a Szent Benedek-rendieknél; jogi tanulmányait fBudapesten elvégezve ügyvéd lett és jogi doktori oklevelet nyert. Győrött telepedett le. Amikor a törvényszékek szerveztettek, 1871-ben a győri királyi törvényszékhez ügyésznek nevezték ki. Mihálkovics Tivadarral közösen alapította meg 1877-ben a győri Csónakázóegyletet, amelynek elnöke is volt. 1882. augusztus 22–23-án szervezték meg Balatonfüreden az első vitorlázó és úszóversenyt, ezen Némethy Hercegnő nevű hajójával szerepelt. Egy évvel később a Balatonfüred-Keszthely közötti versenyen is indult, ám megfázott és tüdőgyulladást kapott, majd elhunyt. Sírja a balatonarácsi református temetőben áll. Tagja volt az 1882-ben létrejött Balaton Egyletnek is.
Mihálkovics Tivadarral közös emléktáblája 1985-től a Vitorlás Presszó falán található.
Költeményeket írt a Győri Közlönybe (1859–60). Szerkesztette a Győri Közlönyt 1869-től 1871. szeptemberig.

## Házassága és leszármazottjai
Némethy Ernő 1869. április 29-én Győrben, feleségül vette Jerfy Emília (Győr, 1851. november 26.–Budapest, 1942. január 28.) kisasszonyt, akinek a szülei Jerfy József (1813–1889), földbirtokos, bérháztulajdonos, és Herr Ágnes voltak. Jerfy József eredetileg a Hergeszell vezetéknév alatt született és fivérével idősebb Hergeszell Antallal (1800–1883), a "Jerfy" nevet vette fel királyi engedéllyel; idősebb Hergeszell Antal fia, ifjabb Hergeszell Antal, azaz ifjabb Jerfy Antal (1838–1913), királyi tanácsos, a Győri Első Takarékpénztár vezérigazgatója, aki 1886. július 1-jén magyar nemességet, címert és a "csanaki" előnevet szerezte adományban I. Ferenc József magyar királytól. Némethy Ernő és Jerfy Emília frigyéből született:
- Némethy Ödön József (Győr, 1873. december 24. – Budapest, 1940. június 21.) Győr, Moson és Pozsony közigazgatásilag egyesített vármegyék alispánja, főszolgabíró, a magyar király honvéd huszárezred tartalékos hadnagya.[15][16]
- Némethy Blanka. Férje: dr. Náray-Szabó László.
- Némethy Ernő. Neje: Barkassy Margit.